# Cleomenes (zoon van Cleombrotus)
Cleomenes (Oudgrieks: Κλεομένης) was de zoon van de Spartaanse koning Cleombrotus II en diens vrouw Cheilonis. Hij was lid van de Agiaden. Hij was de jongere broer van Agesipolis. Toen Cleombrotus II uit Sparta verbannen werd, leefde de familie in Tegea. Toen zijn opvolger Cleomenes III uit Sparta verdreven werd, kon de familie terugkeren. Toen Agesipolis en Cleombrotus II stierven, werd Agesipolis’ zoon Agesipolis III als opvolger aangeduid. Deze was echter nog minderjarig, daarom werd Cleomenes diens voogd, en dus ook regent van Sparta.